# 나투라 2000
나투라 2000(Natura 2000)은 유럽 연합 영토 내에 있는 보호 지역 네트워크이다. 서식지 지침과 조류 지침에 따라 각각 지정된 특별 보전 지역과 특별 보호 지역으로 구성되어 있다. 이 네트워크에는 육상 및 해양 보호 구역이 모두 포함된다.
나투라 2000 네트워크는 2022년 유럽 연합 육상 면적의 18% 이상, 해양 면적의 7% 이상을 차지했다.

## 역사
1992년 5월, 유럽 공동체 정부는 유럽 전역에서 가장 심각하게 위협받는 서식지와 종을 보호하기 위한 법안을 채택했다. 서식지 지침은 1979년에 채택된 조류 지침을 보완하며, 이 두 지침이 함께 보호 지역 네트워크인 나투라 2000을 구성한다.
조류 지침은 조류를 위한 특별 보호 지역의 설립을 요구한다. 서식지 지침은 마찬가지로 유럽 연합 집행위원회의 동의를 받아 특별 보전 지역이 되는 공동체 중요성 지역을 조류 이외의 종과 서식지 유형(예: 특정 유형의 숲, 초지, 습지 등)을 위해 지정하도록 요구한다. 특별 보호 지역과 특별 보전 지역이 함께 나투라 2000 보호 지역 네트워크를 형성한다.
나투라 2000 네트워크는 유럽 야생동물 및 자연 서식지 보전 베른 협약에 따라 설정된 특별 보전 관심 지역의 "에메랄드 네트워크"에 대한 EU의 기여이다. 나투라 2000은 또한 생물 다양성 협약의 보호 지역 작업 프로그램에 대한 핵심적인 기여이다.
EU 가입의 전제 조건으로, 가입국은 EU 회원국과 동일한 기준을 충족하는 나투라 2000 부지에 대한 제안을 제출해야 한다. 일부 신규 회원국은 지침에 따라 보호될 자격이 있는 광대한 지역을 가지고 있으며, 시행이 항상 간단하지는 않았다.
나투라 2000 부지는 위에서 언급된 두 지침에 따라 엄격한 과학적 기준에 따라 회원국과 유럽 연합 집행위원회에 의해 선정된다. 특별 보호 지역은 각 EU 회원국에 의해 직접 지정되는 반면, 특별 보전 지역은 더 정교한 과정을 거친다. 각 EU 회원국은 서식지 지침에 나열된 서식지와 종을 포함하는 최고의 야생 동물 지역 목록을 작성해야 하며, 이 목록은 유럽 연합 집행위원회에 제출된 후 나투라 2000 부지가 되기 위한 유럽 수준의 평가 및 선정 과정이 진행된다.
서식지 지침은 EU 영토를 9개의 생물지리적 지역으로 나눈다. 각 지역은 자체적인 생태학적 일관성을 가지고 있다. 나투라 2000 부지는 각 생물지리적 지역의 조건에 따라 선정되며, 따라서 선정된 부지는 여러 국가에 걸쳐 유사한 자연 조건 아래 있는 종과 서식지 유형을 대표한다.
각 나투라 2000 부지는 표준 데이터 형식이라는 고유 식별 형식을 가지고 있다. 이 형식은 유리한 보전 상태라는 개념을 통해 종과 서식지 관리를 평가할 때 법적 참조로 사용된다. Natura 2000 Viewer는 네트워크를 탐색하고 모든 표준 데이터 형식에 액세스하는 도구이다.

## 현재 상태
2017년 기준, 나투라 2000은 육상 면적 787,606 km2 (304,096 mi2)(EU 국가 토지의 약 18%) 및 해양 면적 360,350 km2 (139,130 mi2)의 27,312개 부지를 보호하고 있으며, EU 육상 환경에서는 거의 완성된 것으로 간주되었다. 회원국에 대한 침해 절차가 보여주듯이 지정 과정이 항상 순조로운 것은 아니었다. 부지 지정은 거의 완료되었을 수 있지만 부지의 관리 및 보호 시행은 덜 진행되었으며 많은 부지에 관리 계획이 부족하다. 나투라 2000은 서식지 및 종 보전이 개발에 제동을 건다고 우려하는 개발자, 농부 및 정치인들로부터 비판을 받았다.
2013년에는 해양 환경에 나투라 2000으로 지정된 지역이 251,564 km2 (97,129 mi2)에 달했다. 해양 지역의 네트워크는 완료되지 않은 것으로 간주되며 집행위원회는 이를 "향후 몇 년 동안 EU 생물 다양성 정책의 핵심 과제"로 인정했다.
나투라 2000 부지는 특성이 상당히 다를 수 있다. 사람들이 사용하는 방식에 있어서 엄격하게 보호되는 것은 아니다. 많은 부지가 경작되고, 숲이 우거져 있으며, 일부는 심지어 도시 지역에 있다. 다른 지역은 훨씬 더 야생적이다. 유럽 연합 집행위원회는 네트워크의 약 13%를 차지하는 야생 지역과 나투라 2000의 관계에 대한 지침을 개발했다. 이는 2009년 유럽 의회 의원의 보고서에 대한 응답으로, 유럽의 야생 보호 강화를 촉구했다.

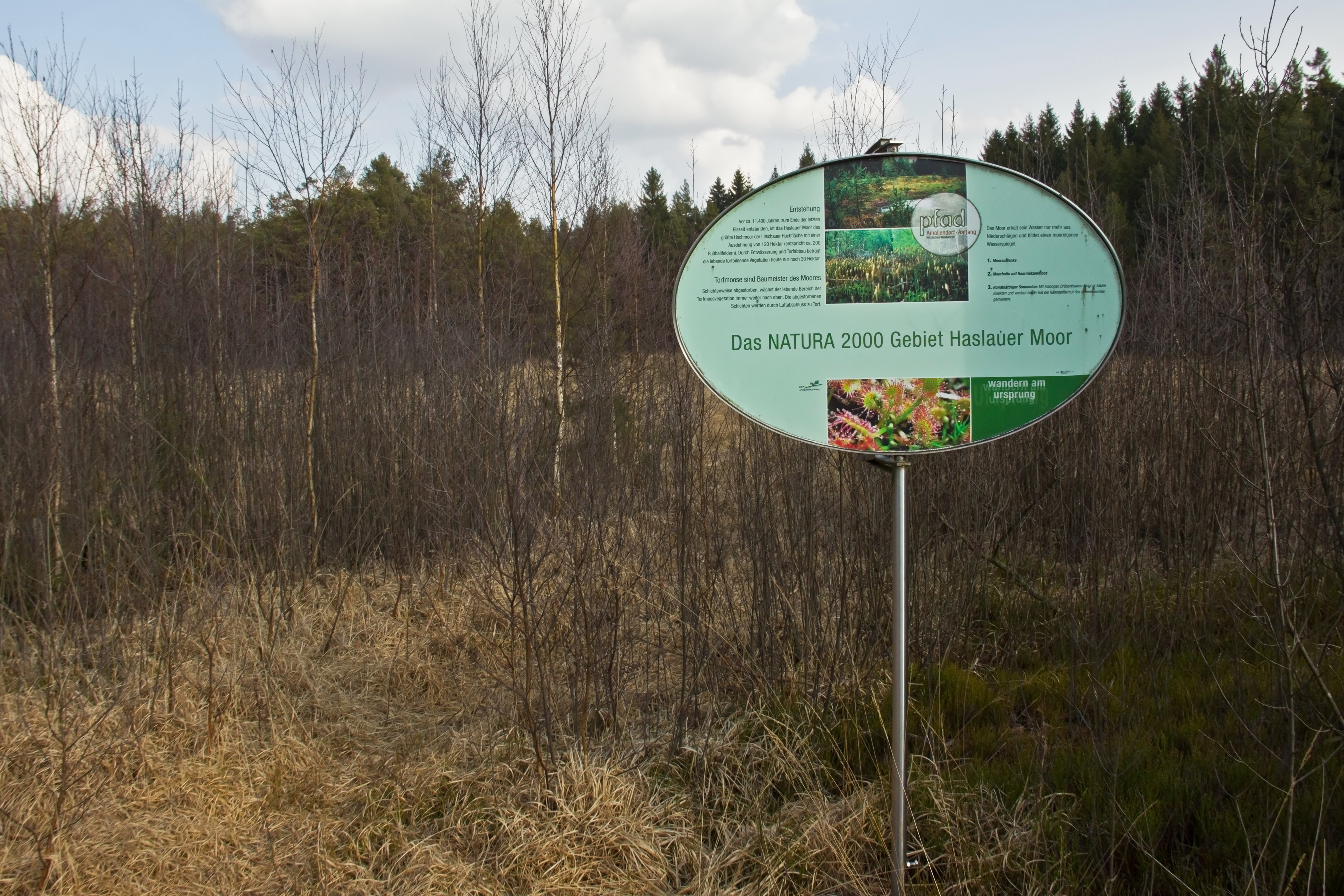
오스트리아의 "나투라 2000 지역"(하슬라우어 무어 자연 보호 구역)을 나타내는 표지판
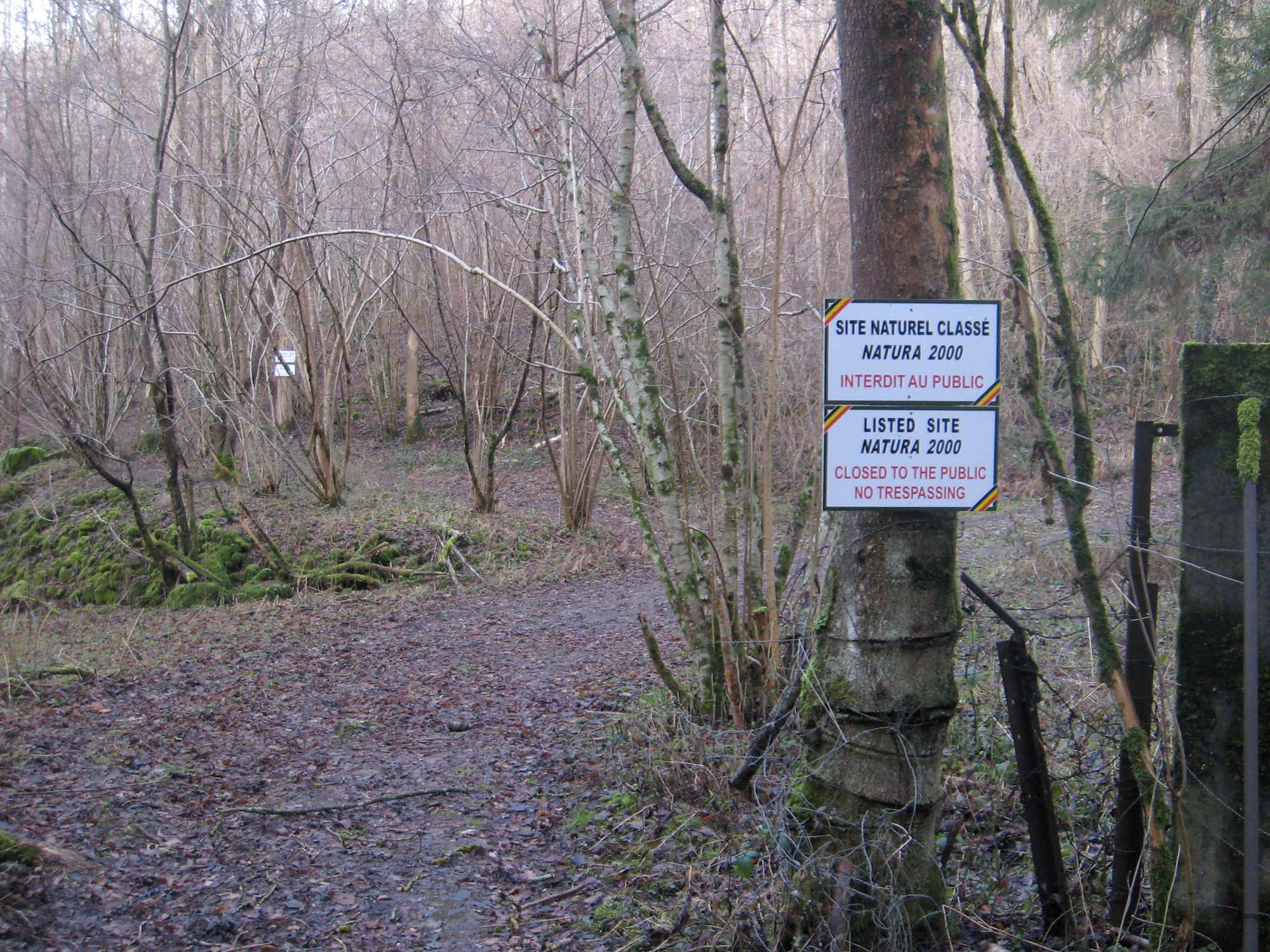
벨기에의 나투라 2000 부지를 나타내는 표지판.
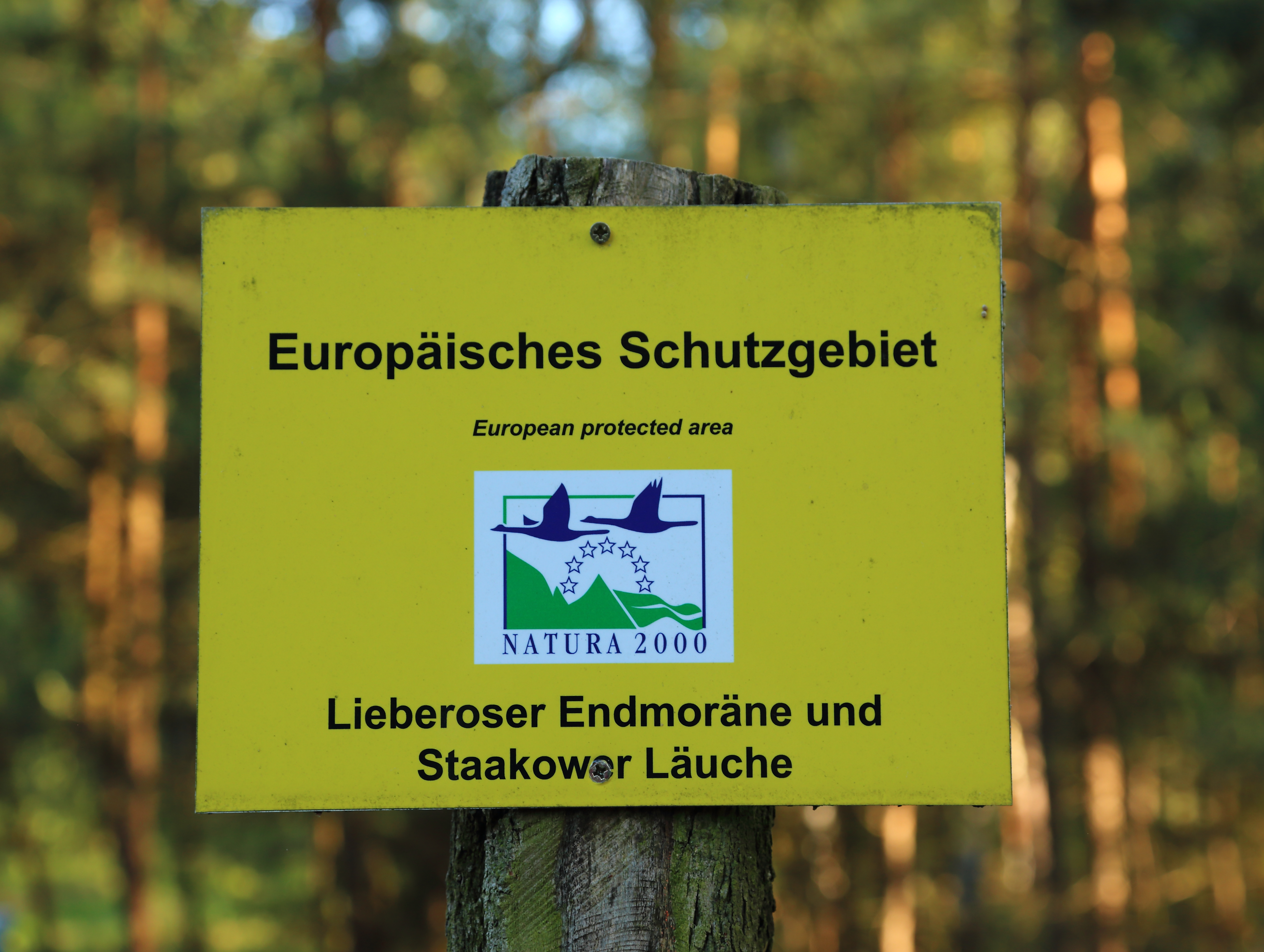
독일의 "유럽 보호 지역"(특별 보전 지역 리베로저 엔트모레네 운트 슈타코버 로이헤)을 나타내는 표지판
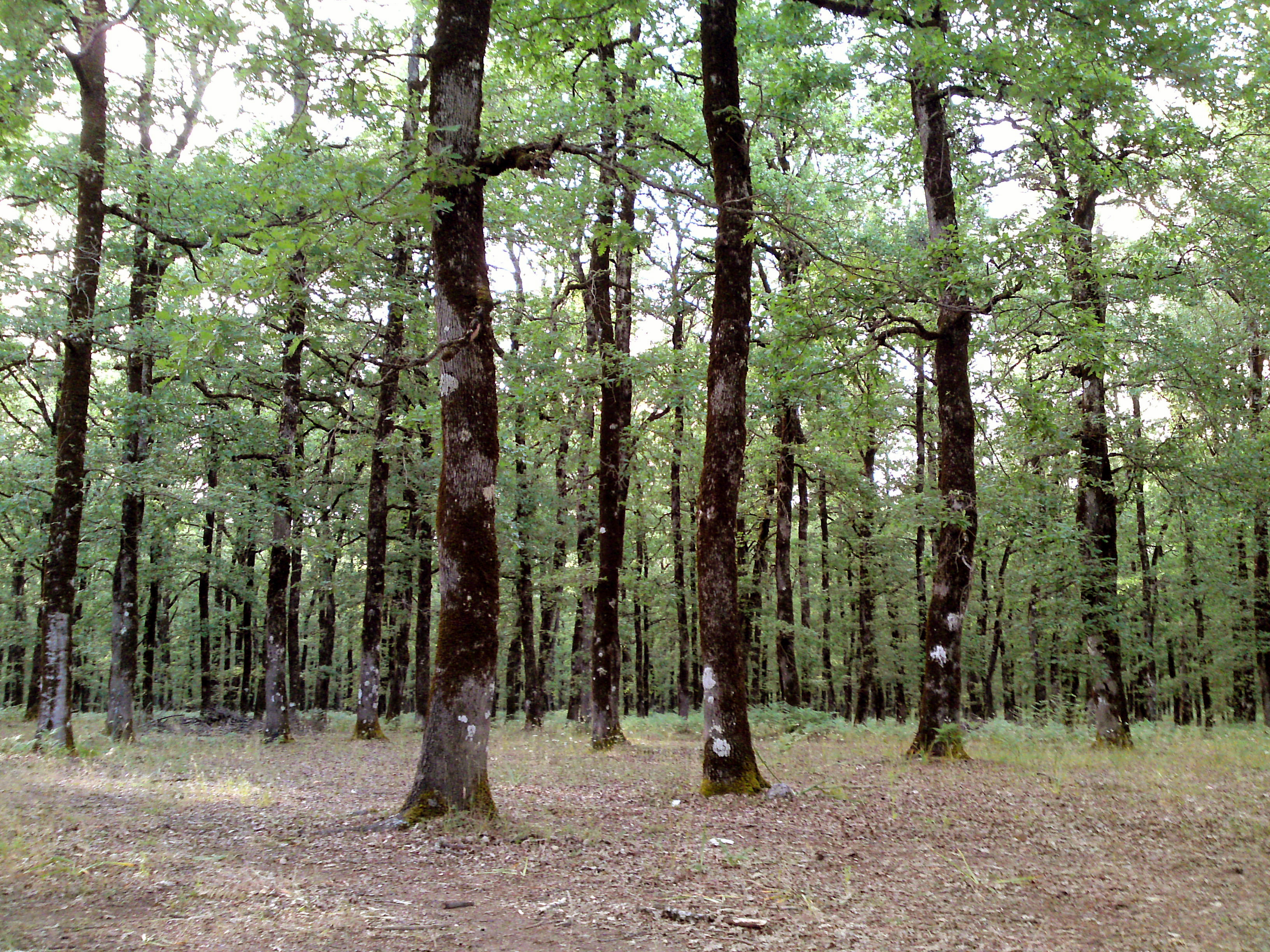
폴로이 오크 숲은 그리스의 나투라 2000 부지이다.
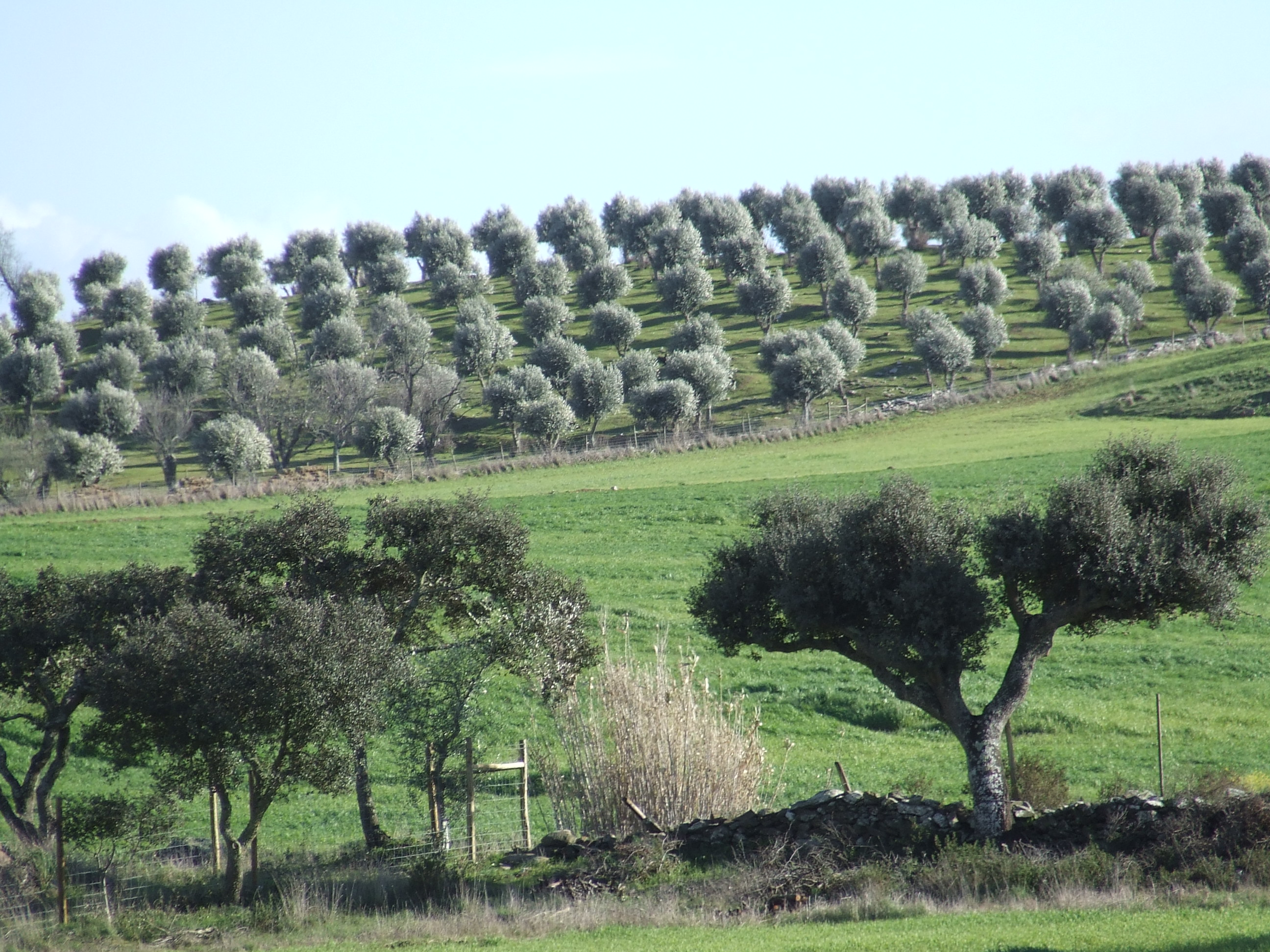
카스트루베르드, 포르투갈의 나투라 2000 부지
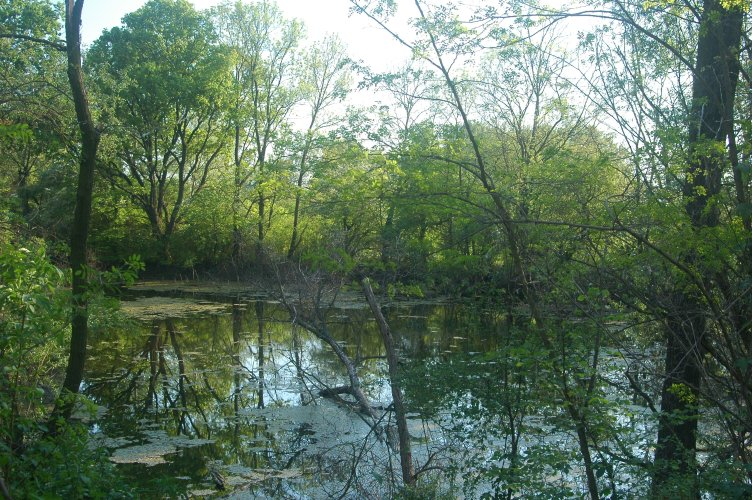
슬로바키아의 나투라 2000 지역
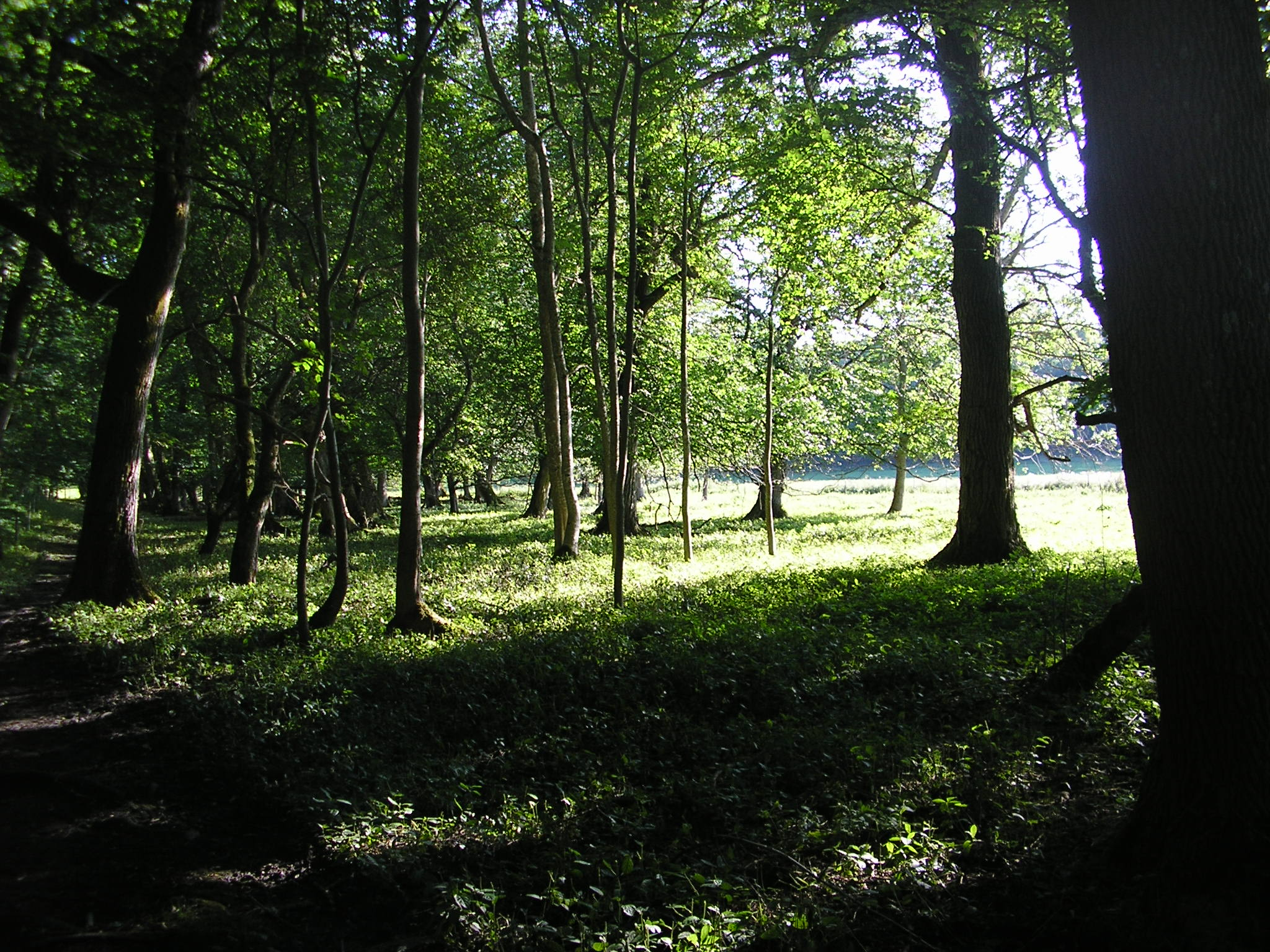
보후슬렌의 내베르카르는 스웨덴의 나투라 2000 부지이다.
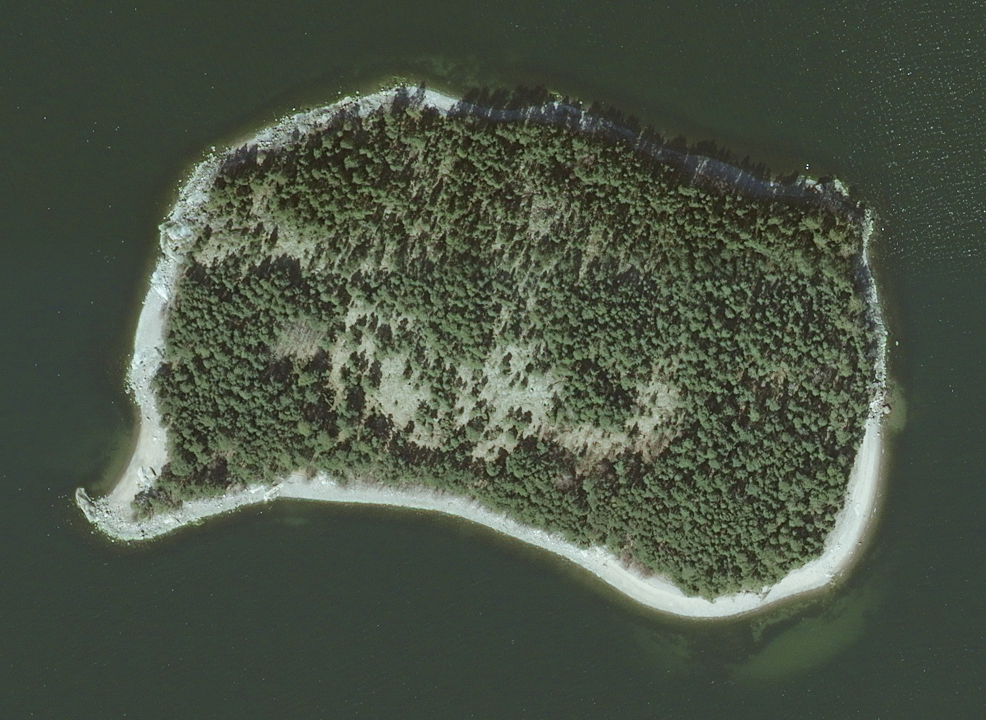
오메나이넨 섬의 항공 사진, 핀란드의 나투라 2000 부지
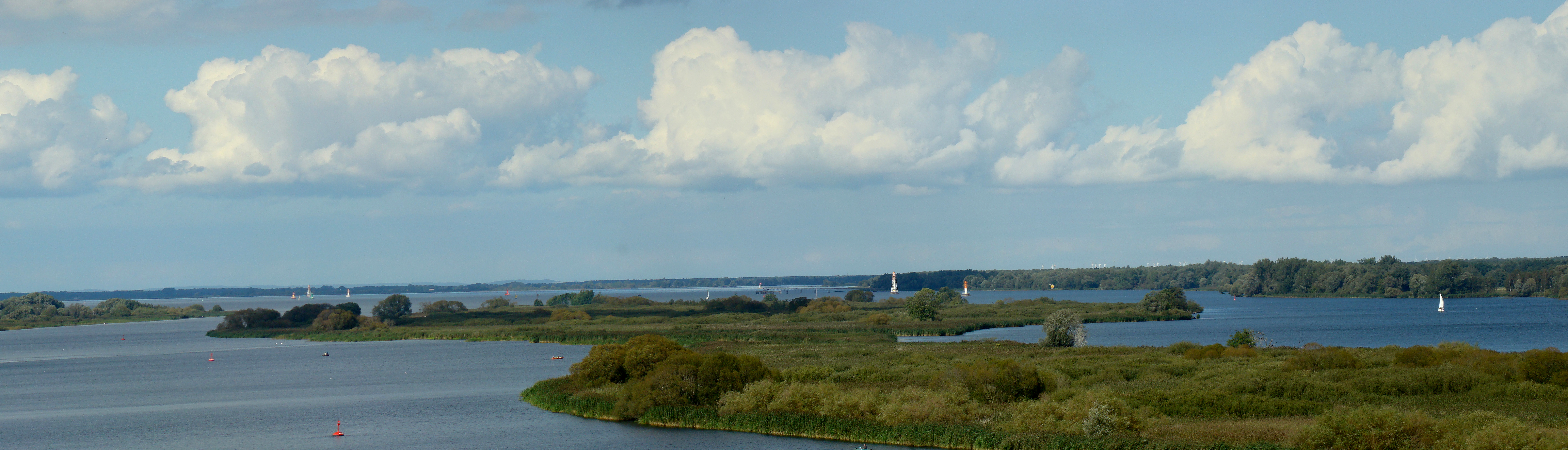
폴란드 폴리체의 나투라 2000 지역(오데르 강 및 슈체친 석호 하구)
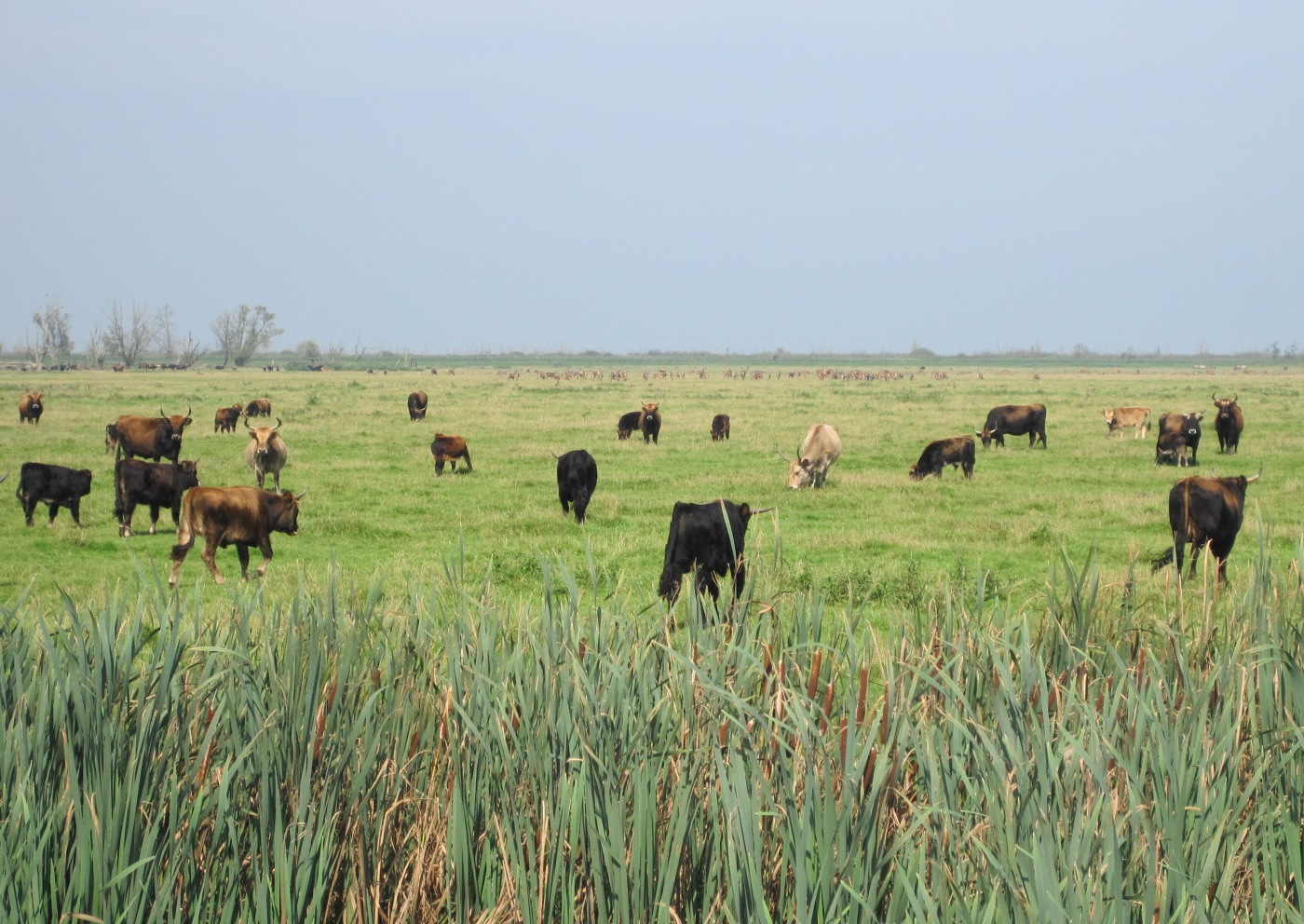
오스트바르더스플라센은 네덜란드의 나투라 2000 부지이다.

## 인식 제고
나투라 2000 네트워크는 유럽 연합 시민들에게 잘 알려져 있지 않으며, 2013년에는 시민의 11%만이 그것이 무엇인지 알고 있었다. EU 생물 다양성 전략의 일환으로 유럽 연합 집행위원회는 대중에게 네트워크와 생물 다양성 전반에 대한 인식을 높이기 위해 노력했다.

### 나투라 2000의 날
나투라 2000 네트워크에 대한 인식을 높이기 위해 5월 21일이 "나투라 2000의 날"로 지정되었다. 이는 5월 22일 "국제 생물 다양성의 날"에 앞선다. 이 이니셔티브는 네트워크에 대한 지식을 향상시키기 위해 EU LIFE+ 프로그램으로부터 자금을 지원받은 SEO/BirdLife에서 시작되었다.
2013년 첫 번째 나투라 2000의 날이 개최되어 시민들에게 나투라 2000 네트워크가 그들의 삶에 미치는 중요성에 대한 인식을 높이는 것을 목표로 했다. 그 이후로 매년 5월 21일과 그 전 몇 주 동안 유럽 전역에서 인식 제고 활동이 이루어지고 있다. 예를 들어, 2014년에는 EU 전역의 학생들과 정치인들이 나비 모양 제스처를 취하고 소셜 미디어에 사진을 올려 인식을 높이도록 장려되었다.

### 나투라 2000 어워드
나투라 2000 어워드는 2013년 유럽 연합 집행위원회에 의해 시작되었으며, 첫 번째 상은 2014년 나투라 2000의 날에 수여되었다. 연례 시상식은 나투라 2000 네트워크에 대한 인식을 높이고 우수 사례를 보여주며 나투라 2000 부지에서 일하는 사람들 간의 네트워킹을 장려하는 것을 목표로 한다.
이 상은 보전; 사회경제적 이익; 소통; 이해관계 및 인식 조화; 국경 간 협력 및 네트워킹의 다섯 가지 부문에서 나투라 2000 관리 또는 인식 제고에 노력하는 사람들에게 상을 수여한다. 첫 해에는 불가리아, 루마니아, 체코, 벨기에, 스페인에서 수상자가 선정되었다.

## 논란
나투라 2000 법률, 특히 서식지 검사(또는 서식지 평가, 서식지 지침 제6조)는 기후변화가 문제가 되지 않았고 생태계 서비스 개념이 잘 발전되지 않았던 시기로 거슬러 올라간다. 따라서 국제법 문헌에서 키스텐카스는 서식지 평가가 원래 모든 관련 생태계 서비스의 균형을 맞추거나 평가에 기후변화를 포함시키기 위해 설계되지 않았다는 의문을 제기했다. 자연 보전 목표를 잘 보호하고 있음에도 불구하고, 예를 들어 유럽 그린딜의 일부로서 새로운 기후법의 관점에서 서식지 평가의 재고가 필요할 수 있다.
유럽 법 문헌에서 보그스트롬과 키스텐카스는 나투라 2000 서식지 검사와 새로운 EU 녹색 인프라 정책의 가능한 미래 불일치에 대해 논의했다.
2010년대 후반에 서식지 평가는 네덜란드의 질소 위기의 기초가 되었는데, EU 법원(C-293/17 및 C-294/17, ECLI:EU:C:2018:882)이 나투라 2000 부지 인근 농업에 대해 판결했기 때문이다.
불가리아와 같은 일부 다른 회원국에서는 프로젝트가 사전에 잘 소통되지 않았다는 비판이 있었다. 이로 인해 칼리아크라 지역에 풍력 터빈과 골프장을 포함한 건설이 이루어졌다. 그런 다음 토지 소유자들은 특정 방식으로 토지를 사용해서는 안 되며, 그렇지 않으면 불가리아에 대해 불이행 절차가 사용될 것이라는 통보를 받았다. 이로 인해 토지 소유자들의 항의가 발생했다.

## 같이 보기
- 생태 네트워크
- 포레 에 에탕 뒤 페르슈
- 라스팔레이보스
- 디엘레헴 우드
- 라에르베크 우드
- 농업 환경 조치
- 세트라 자연 보호 구역

### 문서
- 나투라 2000: 유럽의 생물 다양성 보호, 2008년 11월 11일 발행, 영어 전자책 또는 종이책(ISBN 978-92-79-08308-2).